# Трој (Тенеси)
Трој (енгл. Troy) град је у америчкој савезној држави Тенеси.

## Демографија
По попису из 2010. године број становника је 1.371, што је 98 (7,7%) становника више него 2000. године.
| Група             | 2000.         | 2010.         |
| Белци             | 1.238 (97,3%) | 1.324 (96,6%) |
| Афроамериканци    | 16 (1,3%)     | 13 (0,9%)     |
| Азијати           | 0 (0,0%)      | 0 (0,0%)      |
| Хиспаноамериканци | 16 (1,3%)     | 24 (1,8%)     |
| Укупно            | 1.273         | 1.371         |